# Coenonympha saturata
Coenonympha saturata är en fjärilsart som beskrevs av Bubacek 1923. Coenonympha saturata ingår i släktet Coenonympha och familjen praktfjärilar. Inga underarter finns listade i Catalogue of Life.